# 博皮
博皮（法語：Beaupuy，法語發音：[bopɥi]）是法国上加龙省的一个市镇，属于图卢兹区。

## 地理
博皮（43°38'50"N, 1°33'16"E）面积5.84 平方千米，位于法国奧克西塔尼大區上加龙省，该省份为法国西南部内陆省份，西南端与西班牙接壤，自此顺时针与上比利牛斯省、热尔省、塔恩-加龙省、塔恩省、奥德省和阿列日省接壤。
与博皮接壤的市镇（或旧市镇、城区）包括：卡斯泰尔莫鲁、格拉尼亚格、拉瓦莱特、蒙杜济勒、蒙拉贝、鲁菲亚克托洛桑。
博皮的时区为UTC+01:00、UTC+02:00（夏令时）。

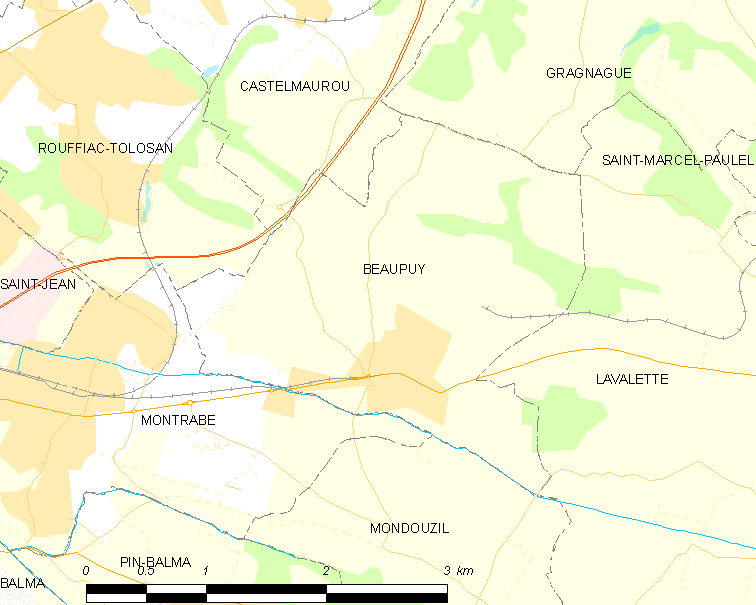
博皮的OSM定位图

## 行政
博皮的邮政编码为31850，INSEE市镇编码为31053。

## 政治
博皮所属的省级选区为图卢兹第十县。

## 人口

1962-2008年间博皮人口变化图示

博皮于2022年1月1日时的人口数量为1225人。